# Tržac (Cazin)
Tržac falu Bosznia-Hercegovinában, a Bosznia-hercegovinai Föderáció Una-Szanai kantonjában.

## Fekvése
Bosznia-Hercegovina északnyugati részén, Bihácstól légvonalban 21, közúton 27 km-re északra, Cazintól légvonalban 12, közúton 16 km-re nyugatra, a Korana jobb partján fekszik ott, ahol a Mutnica beleömlik a Koranába.

## Népessége
| Nemzetiségi csoport | Népesség 1991 | Népesség 2013 |
| ------------------- | ------------- | ------------- |
| Szerb               | 3             | 0             |
| Bosnyák             | 398           | 308           |
| Horvát              | 0             | 0             |
| Jugoszláv           | 0             | 0             |
| Egyéb               | 1             | 10            |
| Összesen            | 402           | 318           |

## Története
A település a felette emelkedő vár alatt alakult ki. Terzsác várát a 11. században a Babonićok építették és a 14. századig birtokolták. 1323-ban Károly Róbert magyar király Drezsnik megyével együtt a Frangepánoknak adta utána a középkorban a Frangepánok birtoka volt. Az 1449-es birtokmegosztáskor Frangepán Bertalané lett, amelynek a tőle eredő ága fel is vette a terzsáci előnevet. Terzsácot már 1530-ban kifosztotta a török, ezért 1551-ben Frangepán Kristóf gróf Lenkovics Iván főkapitány közbenjárására erősítést kapott a királytól a vár őrségéhez, 1558-ban pedig a környező falvak jobbágyait rendelték ki a megerősítéséhez. Ennek ellenére 1576-ban elfoglalta a török. 1577-ben a száboron a kijavítandó várak között sorolták fel. 1588-ban már romokban hevert, valószínűleg a várat visszafoglaló királyi sereg rombolta le, nehogy a török támaszpontként használhassa. 1592-ben, Bihács elestekor még mindig romos volt. A 17. század közepén újból elfoglalta a török és újjáépítette.
Az oszmán korban Terzsác a bihácsi kapitányság része volt, a legénységet a bihácsi kapitány irányította. Az osztrák-török háborúban (1683-1699) a vár és a falu a háború közvetlen színhelye volt, és ebből az alkalomból 1685-ben súlyosan megszenvedte, amikor az osztrák csapatok feldúlták a környékét. 1719-ben az egy évvel korábban megkötött pozsareváci béke után Terzsácban ülésezett egy bizottság az Ausztriával való új határ meghúzására. 1833-ban három működő és három hibás ágyú volt a várban. Védelmére a település és környéke 350 harcost biztosított. Terzsác is felkerült a megőrzendő várak 1837-ben összeállított listájára, jóllehet akkor már nagyrészt elpusztult.

## Nevezetességei
Terzsác várának romjai közvetlenül a Korana jobb partján emelkedő dombtetőn találhatók. A vár külső megjelenését egy régi, 16. századi grafika őrzi, ahol látható, hogy egy tágas épületegyüttes, amely kör alakú védőtoronyból, körülötte várból, valamint a várat és a települést körülvevő erődítésekből áll. Az említett épületek hosszú időn keresztül épültek, valószínűleg először a védőtorony, majd a vár, végül a sánc. Az erőd szabálytalan négyszög alakú volt, ami a gótikus hatást képviseli ezeken a területeken. A terzsáci vár egészét tekintve a méretéhez képest gyenge védelmi mechanizmusokkal rendelkezett, ami azt a benyomást kelti, hogy befejezetlen volt.
A boszniai háború idején harcálláspontként használták és területét védőárkokkal alaposan széttúrták. Emiatt az egykori vár belsejében csak csekély falmaradványok találhatók. A vár platóját övező falak északon és keleten figyelhetők meg jól, de hellyel-közzel a déli és nyugati oldalon is láthatók.
A tržaci muszlim gyülekezet, amely Urga, Ćehići, Tržačka Raštela, Mešići és Crnaja falvakat is magában foglalja, a Bihács-Gata-Velika Kladuša főúton, Cazintól nyugatra, a Horvát Köztársasággal közös államhatár mentén található. A gyülekezetnek körülbelül 830 háztartása van, amelyek közül 150-en Nyugat-Európa országaiba, valamint Amerikába, Kanadába és Ausztráliába költöztek ki. Tržacban van egy mecset, amely a Bosznia-Hercegovina elleni agresszióban súlyos károkat szenvedett, amelyet a háború után, 1998-ban helyreállítottak. A gyülekezet jelenlegi imámja 1979 óta Junuz Aličajić efendi.